# 라자스탄 로열스

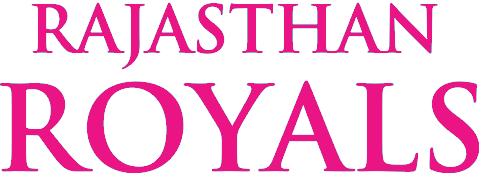

라자스탄 로열스(Rajasthan Royals)는 2008년 창단한 인도의 프로 크리켓팀이다. 라자스탄 주를 연고로 하며 인디언 프리미어리그에 참가하고 있다.

## 성적
|      | 게임 | 승 | 취소 | 패 | 승률 |
| ---- | ---- | -- | ---- | -- | ---- |
| 2008 | 14   | 11 | 0    | 3  | 79%  |
| 2009 | 14   | 6  | 1    | 7  | 43%  |
| 2010 | 14   | 6  | 0    | 8  | 43%  |
| 통산 | 42   | 23 | 1    | 18 | 55%  |